# 紀文フレッシュシステム
紀文フレッシュシステム（きぶんフレッシュシステム）は、東京都大田区に本社を置く物流会社。

## 沿革
- 1972年 - 紀文食品の新物流センターとして東京流通センター内に完成する。
- 1977年 - 分社独立し株式会社インターナショナル・コンピューター・システムズ(ICS)を設立する。
- 1984年 - 株式会社紀文フレッシュサプライを設立。
- 1988年 - ICSを株式会社紀文システム開発と変更。
- 1993年 - 株式会社紀文システム開発と株式会社紀文フレッシュサプライが合併し、株式会社紀文フレッシュシステムが誕生。
- 1996年 - 北海道札幌市に、株式会社紀文北海道フレッシュシステムを設立。
- 1999年 - 株式会社紀文北海道フレッシュシステムを吸収合併。
- 2003年 - 埼玉県戸田市に、埼玉センターを開設。香川県坂出市に、坂出センターを開設。
- 2012年 - 横浜センターを分離し、神奈川県川崎市に川崎センターを開設。
- 2018年 - 千葉県浦安市に舞浜センターを開設。
- 2018年 - 千葉県船橋市に船橋第2センターを開設。

## 関連会社
- 紀文食品
- キッコーマンソイフーズ（旧：紀文フードケミファ）